# Birger Winsa
John Birger Winsa, född 19 oktober 1955 i byn Kainulasjärvi i Tärendö församling, är en svensk språkvetare. Han är den förste docenten i meänkieli vid Uleåborgs universitet. Winsa är bosatt i Huddinge, och har under många år arbetat som lärare och forskare i finska vid Stockholms universitet. Tillsammans med SWEBLUL har Winsa arrangerat de första alleuropeiska sångfestivalerna på minoritetsspråk, Liet-Lávlut (2006, 2008) och Laulun Laulut (2007). Birger Winsa arbetar som vetenskapskonstnär, röstskådespelare, röstcoach, översättare, författare, redaktör och förläggare. Han har skrivit en mängd böcker och vetenskapliga artiklar på svenska, meänkieli och finska, samt redigerat ett stort antal ordböcker på meänkieli.